# Rajd Safari 2002
Rezultaty Rajdu Safari (50th Inmarsat Safari Rally), eliminacji Rajdowych Mistrzostw Świata w 2002 roku, który odbył się w dniach 12 – 14 lipca. Była to ósma runda czempionatu w tamtym roku i czwarta szutrowa, a także piąta w Production Cars WRC. Bazą rajdu było miasto Nairobi. Zwycięzcami rajdu zostali Brytyjczycy Colin McRae i Nicky Grist w Fordzie Focusie WRC. Wyprzedzili oni Finów Harriego Rovanperę i Risto Pietiläinena w Peugeocie 206 WRC oraz szwedzko-francuską załogę Thomasa Rådströma i Denisa Giraudeta w Citroënie Xsarze WRC. Z kolei w Production Cars WRC zwyciężyli Malezyjczycy Karamjit Singh i Allen Oh, jadący Protonem Pertem, którzy jako jedyni ukończyli rajd w swojej serii.
Rajdu nie ukończyło dziesięciu kierowców fabrycznych. Kierowcy Peugeota 206 Brytyjczyk Richard Burns i Fin Marcus Grönholm odpadli kolejno na 8. (Burns – utrata koła) i 1. odcinku specjalnym (Grönholm – awaria silnika). Hiszpan Carlos Sainz jadący Fordem Focusem WRC zrezygnował z jazdy na 8. oesie z powodu awarii pompy paliwowej. Kierowca Mitsubishi Lancera WRC Francuz François Delecour doznał awarii silnika na 3. oesie. Rajdu nie ukończyli także dwaj fabryczni kierowcy Subaru Imprezy WRC. Fin Tommi Mäkinen odpadł na 8. oesie z powodu awarii zawieszenia, a Norweg Petter Solberg na 4. na skutek awarii silnika. Szwed Kenneth Eriksson w Škodzie Octavii WRC odpadł na 7. oesie z powodu awarii skrzyni biegów, a jego partner z zespołu Fin Toni Gardemeister na 4. oesie z powodu uszkodzenia koła. Z kolei dwaj kierowcy Hyundaia Accenta WRC Niemiec Armin Schwarz i Belg Freddy Loix odpadli odpowiednio na 2. i 1. oesie. Pierwszy z nich zrezygnował z rajdu na skutek awarii alternatora, a drugi awarii sprzęgła.

## Klasyfikacja ostateczna
| Miejsce                      | Zawodnik                  | Pilot                     | Samochód                  | Czas                      | Strata                    | Grupa                     | Punkty                    |
| WRC (pierwsza dziesiątka)    | WRC (pierwsza dziesiątka) | WRC (pierwsza dziesiątka) | WRC (pierwsza dziesiątka) | WRC (pierwsza dziesiątka) | WRC (pierwsza dziesiątka) | WRC (pierwsza dziesiątka) | WRC (pierwsza dziesiątka) |
| ---------------------------- | ------------------------- | ------------------------- | ------------------------- | ------------------------- | ------------------------- | ------------------------- | ------------------------- |
| 1.                           | Colin McRae               | Nicky Grist               | Ford Focus WRC            | 7:58:28.0                 |                           | A8 M                      | 10                        |
| 2.                           | Harri Rovanperä           | Risto Pietiläinen         | Peugeot 206 WRC           | 8:01:18.9                 | +2:50.9                   | A8 M                      | 6                         |
| 3.                           | Thomas Rådström           | Denis Giraudet            | Citroën Xsara WRC         | 8:17:06.6                 | +18:38.6                  | A8                        | 4                         |
| 4.                           | Markko Märtin             | Michael Park              | Ford Focus WRC            | 8:19:56.0                 | +21:28.0                  | A8 M                      | 3                         |
| 5.                           | Sébastien Loeb            | Daniel Élena              | Citroën Xsara WRC         | 8:20:16.1                 | +21:48.1                  | A8                        | 2                         |
| 6.                           | Gilles Panizzi            | Hervé Panizzi             | Peugeot 206 WRC           | 8:33:09.0                 | +34:41.0                  | A8                        | 1                         |
| 7.                           | Roman Kresta              | Jan Tománek               | Škoda Octavia WRC         | 8:53:06.1                 | +54:38.1                  | A8 M                      |                           |
| 8.                           | Juha Kankkunen            | Juha Repo                 | Hyundai Accent WRC        | 9:09:59.5                 | +1:11:31.5                | A8 M                      |                           |
| 9.                           | Alister McRae             | David Senior              | Mitsubishi Lancer WRC     | 9:15:41.2                 | +1:17:13.2                | A8 M                      |                           |
| 10.                          | Karamjit Singh            | Allen Oh                  | Proton Pert               | 10:27:55.2                | +2:29:27.2                | N4                        |                           |
| PCWRC (punktujący zawodnicy) |                           |                           |                           |                           |                           |                           |                           |
| 1. (10.)                     | Karamjit Singh            | Allen Oh                  | Proton Pert               | 10:27:55.2                |                           | N4                        | 10                        |

1. ↑  Litera M przy oznaczeniu grupy do której należy samochód oznacza, iż tylko ci kierowcy zdobywali punkty dla swoich zespołów liczonych w klasyfikacji producentów na koniec sezonu.

## Zwycięzcy odcinków specjalnych
| Dzień      | Odcinek | G. rozp. | Nazwa                    | Długość  | Zwycięzca         | Czas    | Lider rajdu   |
| ---------- | ------- | -------- | ------------------------ | -------- | ----------------- | ------- | ------------- |
| 1 (11 LIP) | SS1     | 08:23    | Ngema – Kedong           | 73.63km  | Tommi Mäkinen     | 36:47.8 | Tommi Mäkinen |
| 1 (11 LIP) | SS2     | 10:32    | Seyabei – Kerrerie 1     | 81.84km  | Colin McRae       | 37:13.1 | Tommi Mäkinen |
| 1 (11 LIP) | SS3     | 13:24    | Nailongilok – Il Damat 1 | 74.75km  | Tommi Mäkinen     | 44:23.6 | Tommi Mäkinen |
| 1 (11 LIP) | SS4     | 15:27    | Ntulele – Kedong 1       | 106.56km | Colin McRae       | 51:00.2 | Tommi Mäkinen |
| 2 (12 LIP) | SS5     | 07:03    | Kedong – Ngema 1         | 73.93km  | Sébastien Loeb    | 37:30.6 | Colin McRae   |
| 2 (12 LIP) | SS6     | 08:53    | Il Damat – Nailongilok   | 74.75km  | odcinek anulowany | –       | Colin McRae   |
| 2 (12 LIP) | SS7     | 11:01    | Kedong – Ntulele         | 106.59km | Richard Burns     | 51:11.1 | Colin McRae   |
| 2 (12 LIP) | SS8     | 14:04    | Kerrerie – Seyabei       | 81.67km  | Gilles Panizzi    | 37:22.4 | Colin McRae   |
| 2 (12 LIP) | SS9     | 16:18    | Kedong – Ngema 2         | 73.93km  | Sébastien Loeb    | 36:36.6 | Colin McRae   |
| 3 (14 LIP) | SS10    | 07:08    | Ntulele – Kedong 2       | 106.56km | Colin McRae       | 51:32.1 | Colin McRae   |
| 3 (14 LIP) | SS11    | 09:26    | Nailongilok – Il Damat 2 | 74.75km  | Gilles Panizzi    | 45:26.6 | Colin McRae   |
| 3 (14 LIP) | SS12    | 11:59    | Seyabei – Kerrerie 2     | 81.84km  | Sébastien Loeb    | 36:35.1 | Colin McRae   |

## Klasyfikacja po 8 rundach
Tabele przedstawiają tylko pięć pierwszych miejsc.

### Kierowcy
| Lp. | Kierowca        | Pkt |
| --- | --------------- | --- |
| 1   | Marcus Grönholm | 37  |
| 2   | Colin McRae     | 30  |
| 3   | Carlos Sainz    | 23  |
| 4   | Gilles Panizzi  | 21  |
| 5   | Richard Burns   | 19  |

### Producenci
| Lp. | Producent                    | Pkt |
| --- | ---------------------------- | --- |
| 1   | Peugeot Total                | 83  |
| 2   | Ford Rallye Sport            | 69  |
| 3   | 555 Subaru WRT               | 35  |
| 4   | Škoda Motorsport             | 8   |
| 5   | Marlboro Mitsubishi Ralliart | 7   |